# Bound by Honor (libro)
Bound by Honor (Bound by Honor: A Mafioso's Story) è un libro scritto da Bill Bonanno, figlio del boss e capo dell'omonima famiglia di New York Joseph Bonanno. Il libro, edito da St. Martin's Press - New York, è parte integrante della sceneggiatura del film Bonanno - La storia di un padrino.